# جنون المراهقات (فيلم)
جنون المراهقات فيلم كوميدي للمخرج تيسير عبود  في أول ظهور له في الإخراج عام 1972، عن قصة وسيناريو وحوار فاروق صبري. الفيلم من بطولة محمد عوض ونبيلة عبيد وعبد المنعم مدبولي وناهد يسري  وتدور الأحداث حول منير الذي يعاني من انشغال زوجته الطبيبة النفسية عنه ويحاول مساعدتها في حل مشاكل مرضاها.
صدر الفيلم إلى دور العرض المصرية في 24 يناير 1972.
منح موقع قاعدة بيانات الأفلام على الإنترنت (IMDB) الفيلم درجة 4.3/ 10.
منح موقع قاعدة بيانات الأفلام العربية «السينما.كوم» الفيلم درجة 4.9/ 10.

## أحداث الفيلم
يعاني منير (محمد عوض) من انشغال زوجته الطبيبة النفسية منى (نبيلة عبيد)، التي رفضت السفر معه لمكان عمله الجديد، بسبب انشغالها برسالتها، التي أخضعت لها الكثير من مرضاها، وحينما قررت الانتهاء من رسالتها، وشفيت جميع الحالات، وبقيت ثلاث حالات استعصت على الحل. دفع حب الاستطلاع منير، للإطلاع على ملفات الحالات الثلاث، حيث اكتشف أن رجل الأعمال بيومى بيه (عبد المنعم مدبولي) له 4 بنات، أعقلهن الصغرى سلوى وعمرها 8 سنوات، أما الثلاث الأخريات المراهقات، فكل منهن تريد الزواج من فتى أحلامها، شريطة أن يكون هناك توافق فكري وحب واحترام متبادل بينهم، ولكن المشكلة أن الأولى أحلام (آمال رمزي) فتى أحلامها العاشق التاريخي «كازانوفا»، والثانية عطوات (ناهد يسري) فتى أحلامها القائد المغولي القديم «هولاكو»، والثالثة محاسن (شاهيناز طه) فتى أحلامها رجل المخابرات الأمريكي «جيمس بوند»، وقد وجد بيومي بيه أن أفضل طريقة لعلاج بناته، بعد فشل الدكتورة منى، هي تزويجهن، والبحث عن العريس، دون التقيد بمال أو شكل أو نسب. يعثر بيومي بيه على الشاب شفيق فرغلى (حسين عبد النبي)، الباحث عن وظيفة، ويعرض عليه وظيفة مدير عام، شريطة أن يتزوج إحدى بناته، ولكن البنات ترفضه. قرر منير الإسهام، دون علم زوجته منى، في علاج الفتيات الثلاث، وذلك بإحداث صدمة لهن، بتشويه صورة فتى أحلام كل منهن، وذلك بانتحال صفة الشخصيات الثلاث. اتفق منير مع الريجيسير خميس أبو فجلة (زياد مكوك) على إمداده بالملابس المناسبة لكل شخصية، وكذلك عدد من الكومبارس لمساعدته. تنكر منير في شخصية كازانوفا وتقابل مع أحلام، واتفق معها على مقابلة والدها بيومى، ليطلب يدها منه، ثم أظهر لها تعدد علاقاته النسائية ولذلك تصاب أحلام بصدمة وترفضه. انتحل منير شخصية هولاكو ليلتقي بعطوات ويظهر سوء معاملته للآخرين، فتتركه. أما محاسن، فقد جاءها في شخصية جيمس بوند، الذي تطارده إحدى المنظمات، ولكن وصل الخبر للدكتورة بمنى، بظهور الشخصيات الثلاث، فلم تصدق، وظنت ان بيومى بيه، أصيب بنفس المرض النفسي، وجاءت للتأكد من ظهور الشخصيات، وشاهدت زوجها منير منتحلاً شخصية جيمس بوند، والذي هرب مع محاسن بسيارته، وانقلبت السيارة وتم نقل منير للمستشفى، وعادت محاسن لبيتها. فاقت البنات الثلاث لرشدهن، وإعتذرن لوالدهن بيومي، وسألن جميعا، عن العريس السابق شفيق فرغلي، إن كان ما زال أعزباً، دليلاً على شفاءهن، بينما سافرت الدكتورة منى مع زوجها منير، لمقر عمله الجديد.

## طاقم التمثيل
- محمد عوض: في دور منير

- نبيلة عبيد: في دور الدكتورة منى

- عبد المنعم مدبولي: في دور بيومي بيه

- ناهد يسري: في دور عطوات بيومي

- آمال رمزي: في دور أحلام بيومي

- شاهيناز: في دور محاسن بيومي

- حسين عبد النبي: في دور شفيق فرغلي (ضيف شرف الفيلم)

- نبيل الهجرسي: في دور مساعد هولاكو

- زياد مكوك: في دور خميس أبو فجلة (الريجيسير)

- فريال كريم: في دور نبوية (الشغالة)[10][11]

## روابط خارجية
- جنون المراهقات على موقع IMDb (الإنجليزية)
- جنون المراهقات على موقع الدهليز
- جنون المراهقات على موقع قاعدة بيانات الأفلام العربية
- جنون المراهقات على موقع قاعدة بيانات الفيلم (الإنجليزية)
- جنون المراهقات على موقع كينوبويسك (الروسية)
- جنون المراهقات على الدهليز
- جنون المراهقات على كاروهات